# ستيفن سكاربورو
ستيفن سكاربورو (بالإنجليزية: Steven Scarborough)‏ هو منتج أفلام ومخرج أمريكي، ولد في 23 يونيو 1954 في سان فرانسيسكو في الولايات المتحدة.

## وصلات خارجية
- ستيفن سكاربورو على موقع IMDb (الإنجليزية)
- ستيفن سكاربورو على موقع قاعدة بيانات الفيلم (الإنجليزية)